# サッカーアルバニア代表
サッカーアルバニア代表（サッカーアルバニアだいひょう、アルバニア語: Kombëtarja shqiptare e futbollit）は、アルバニアサッカー連盟（FSHF）によって構成されるアルバニアのサッカーのナショナルチームである。

## 概要
FIFAワールドカップ本大会への出場歴はない。UEFA欧州選手権には2016年フランス大会と2024年ドイツ大会と2度出場している（いずれもグループリーグ敗退）。

## 歴史
2016年まではコソボ代表がFIFAに非加盟であり、コソボ出身のアルバニア人や、西欧のアルバニア系コソボ移民2世も、多くがアルバニア代表としてプレーしている。
2016年の欧州選手権の予選では、グループIの初戦でポルトガルをアウェーで降す大金星を挙げた。その後も勢いそのままに勝ち点を着実に積み上げ、最後はグループ2位で初の本大会出場を決めた。2014年10月14日に行われたセルビア戦がスポーツ仲裁裁判所の裁定により、没収試合となり3-0の勝利となったことも一因となった。本大会のグループリーグではルーマニア戦で初得点し、1-0で初勝利も記録した。
2024年の欧州選手権予選では、2022 FIFAワールドカップに出場したポーランドやチェコを抑え首位で2大会ぶり2回目となる出場権を獲得した。ドイツで開催された本選では、優勝経験のあるスペインとイタリア、2022年W杯で3位入賞を果たしたクロアチアが入る、いわゆる死の組のグループBに配属され、1分2敗、グループリーグ敗退となった。

## 成績

### FIFAワールドカップ
- 1930 - 不参加
- 1934 - 不参加
- 1938 - 不参加
- 1950 - 不参加
- 1954 - 不参加
- 1958 - 不参加
- 1962 - 不参加
- 1966 - 予選敗退
- 1970 - 不参加
- 1974 - 予選敗退
- 1978 - 不参加
- 1982 - 予選敗退
- 1986 - 予選敗退
- 1990 - 予選敗退
- 1994 - 予選敗退
- 1998 - 予選敗退
- 2002 - 予選敗退
- 2006 - 予選敗退
- 2010 - 予選敗退
- 2014 - 予選敗退
- 2018 - 予選敗退
- 2022 - 予選敗退
- 2026 -

### UEFA欧州選手権
- 1960 - 不参加
- 1964 - 予選敗退
- 1968 - 予選敗退
- 1972 - 予選敗退
- 1976 - 不参加
- 1980 - 不参加
- 1984 - 予選敗退
- 1988 - 予選敗退
- 1992 - 予選敗退
- 1996 - 予選敗退
- 2000 - 予選敗退
- 2004 - 予選敗退
- 2008 - 予選敗退
- 2012 - 予選敗退
- 2016 - グループリーグ敗退
- 2021 - 予選敗退
- 2024 - グループリーグ敗退

## 歴代監督
- ジュゼッペ・ドッセーナ 2002
- ハンス＝ペーター・ブリーゲル 2002-2006
- オットー・バリッチ（英語版） 2006-2007
- アリー・ハーン 2008-2009
- ヨシップ・クジェ 2009-2011
- ジャンニ・デ・ビアージ 2012-2017
- クリスティアン・パヌッチ 2017-2019
- エドアルド・レヤ 2019-2022
- シウヴィーニョ 2023-

## 歴代選手

### 主要大会のメンバー
- UEFA欧州選手権
  - UEFA EURO 2016参加チーム

### 主な代表選手
| - GK - フォト・ストラコシャ 1990-2005 - サミル・ウイカニ 2008-2014 - エトリト・ベリシャ 2012- - トーマス・ストラコシャ 2016- | - DF - ルディ・バタ 1990-2001 - ゲリ・チピ 1995-2005 - アルティン・ハジ 1995-2009 - クロディアン・ドゥーロ 2001-2011 - アルメンド・ダルク 2005-2013 - アンシ・アゴリ 2005-2018 - アンディ・リラ 2007-2019 - メルギム・マフライ 2012-2020 - エルセイド・ヒサイ 2013- |

| - MF - スレイマン・デモラリ 1983-1995 - アルティン・ララ 1998-2011 - ベスニク・ハシ 2000-2007 - エルヴィン・スケラ 2000-2011 - エルヴィン・ブルク 2002-2015 - ロリック・カナ 2003-2016 - オディセ・ロシ 2011- - タウラント・ジャカ 2014- | - FW - ロロ・ボリチ 1945-1957 - パナヨト・パノ 1963-1973 - ソコル・クシュタ 1987-1996 - アルティン・ラクリ 1992-2005 - アルバン・ブシ 1995-2007 - エリオン・ボグダニ 1996-2013 - イグリ・ターレ 1997-2007 - ハムディ・サリヒ 2006-2015 - アルマンド・サディク 2012- - アルマンド・ブロヤ 2020- |

## 歴代記録

### 出場数ランキング

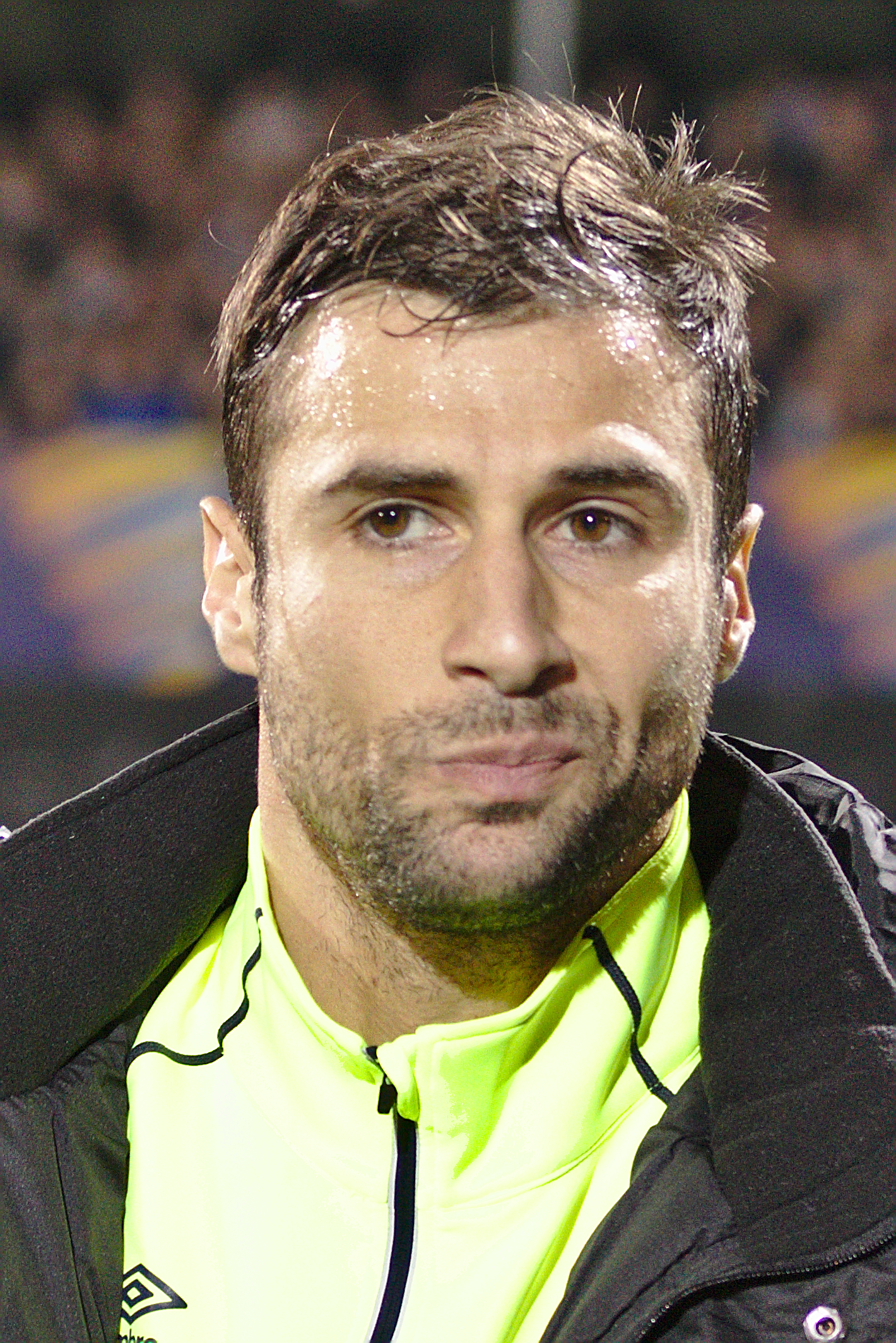
最多出場者のロリック・カナ

2019年8月30日時点
| 順位 | 選手                   | 試合数 | 得点数 | 期間      |
| ---- | ---------------------- | ------ | ------ | --------- |
| 1    | ロリック・カナ         | 93     | 1      | 2003-2016 |
| 2    | アルティン・ララ       | 79     | 3      | 1998-2011 |
| 3    | クロディアン・ドゥーロ | 77     | 6      | 2001-2011 |
| 4    | エリオン・ボグダニ     | 75     | 18     | 1996-2013 |
| 4    | エルヴィン・スケラ     | 75     | 13     | 2000-2011 |
| 6    | アンシ・アゴリ         | 73     | 3      | 2005-     |
| 6    | フォト・ストラコシャ   | 73     | 0      | 1990-2005 |
| 8    | アンディ・リラ         | 70     | 0      | 2007-     |
| 9    | イグリ・ターレ         | 68     | 10     | 1997-2007 |
| 10   | アルバン・ブシ         | 67     | 14     | 1995-2007 |
| 10   | アルティン・ハジ       | 67     | 3      | 1995-2009 |

### 得点数ランキング
2019年8月30日時点
| 順位 | 選手                   | 得点数 | 試合数 | 期間      |
| ---- | ---------------------- | ------ | ------ | --------- |
| 1    | エリオン・ボグダニ     | 18     | 75     | 1996-2013 |
| 2    | アルバン・ブシ         | 14     | 67     | 1995-2007 |
| 3    | エルヴィン・スケラ     | 13     | 75     | 2000-2011 |
| 4    | アルマンド・サディク   | 12     | 37     | 2012-     |
| 5    | アルティン・ラクリ     | 11     | 63     | 1992-2005 |
| 5    | ハムディ・サリヒ       | 11     | 50     | 2006-2015 |
| 7    | ソコル・クシュタ       | 10     | 31     | 1987-1996 |
| 7    | イグリ・ターレ         | 10     | 68     | 1997-2007 |
| 9    | アドリアン・アリアイ   | 8      | 29     | 2002-2006 |
| 10   | カミル・テリティ       | 6      | 13     | 1946-1952 |
| 10   | ロロ・ボリチ           | 6      | 24     | 1946-1957 |
| 10   | ブレダル・コラ         | 6      | 39     | 1990-2001 |
| 10   | クロディアン・ドゥーロ | 6      | 77     | 2001-2011 |
| 10   | エドモンド・カプラニ   | 6      | 41     | 2004-2014 |
| 10   | ベキム・バライ         | 6      | 33     | 2012-     |